# Evangelio de Nicodemo
El Evangelio de Nicodemo o Hechos de Pilato (Acta Pilati; Πράξεις Πιλάτου)  es un evangelio apócrifo que afirma haber sido derivado de una obra hebrea original escrita por Nicodemo, quien aparece en el Evangelio de Juan como un asociado de Jesús. El título Evangelio de Nicodemo es de origen medieval. Las fechas de sus secciones acumuladas son inciertas, pero según la edición de 1907 de la Enciclopedia Católica los eruditos están de acuerdo en asignar el trabajo resultante a mediados del siglo IV d. C.

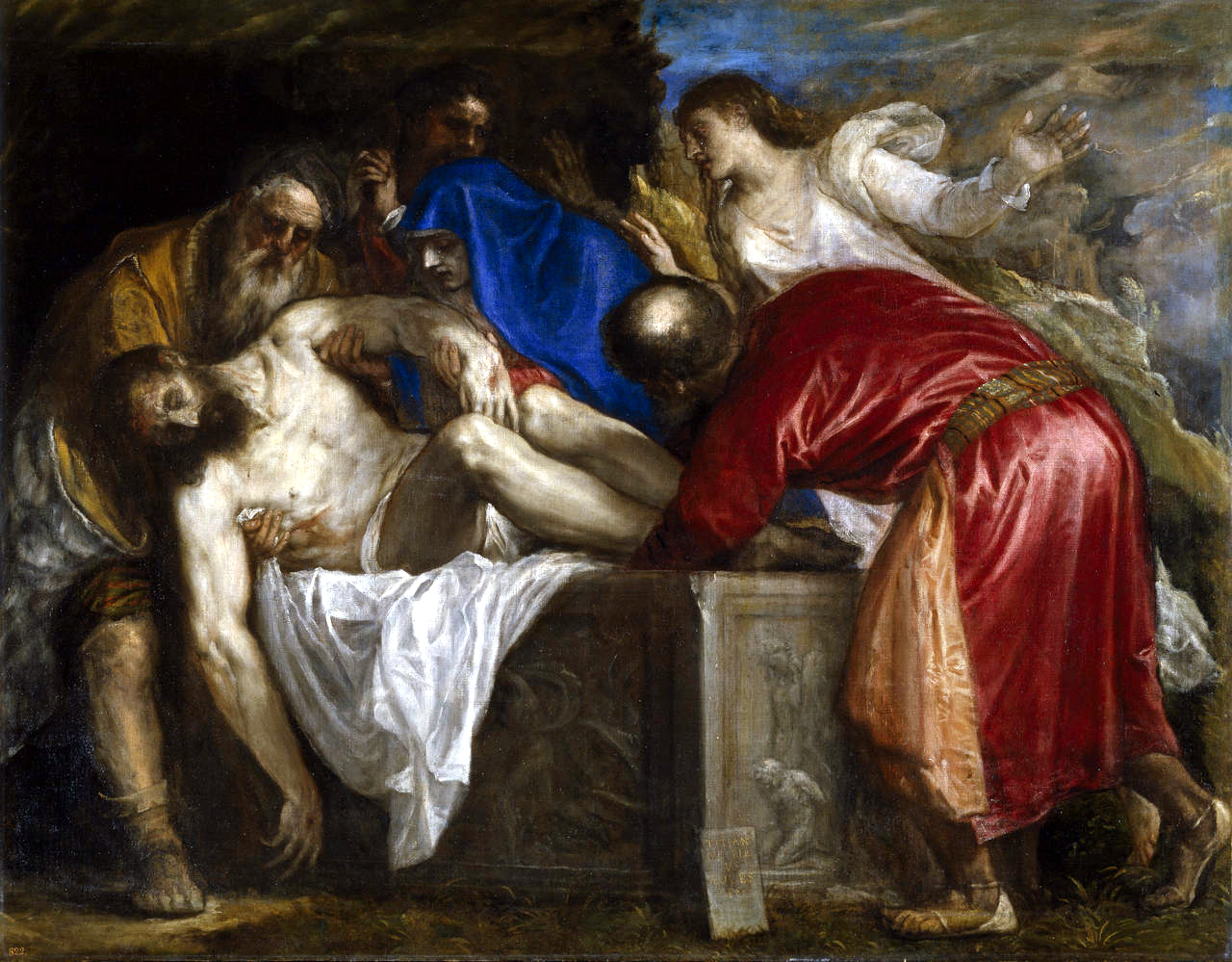
Entierro de Cristo, de Tiziano

La sección sobre Pilato es un texto más antiguo que se encuentra en el griego  Hechos de Pedro y Pablo  y, según la versión sobreviviente, es un documento oficial de Poncio Pilato (o compuesto a partir de informes en el praetorium en Jerusalén) que informa los eventos en Judea al emperador Tiberius, y se refiere a la crucifixión de Jesús, así como a sus milagros. Contiene el nombre de personajes que han trascendido en la tradición del cristianismo: Dimas, Gestas, Longinos o la Verónica. Escrito hacia 130 d. C. y conservado en el Papiro de Akhmim (siglos VIII-IX, en griego); en él, se relata el episodio de la Catabasis o descenso de Cristo a los infiernos.

## Historia y autenticidad
Las secciones más antiguas del libro aparecen primero en  griego. El texto contiene múltiples partes, que tienen un estilo desigual y parecen haber sido hechas por diferentes manos. Según los  Hechos de Pilatos, la versión original se conservó en el praetorium de Jerusalén. Se debate la cuestión del idioma original. Más allá del griego, las versiones en latín, siríaco, copto, georgiano, eslavo y otros idiomas han sobrevivido.
La opinión predominante es que los Hechos cristianos de Pilatos se idearon y publicaron primero como un contraataque a los Hechos paganos. Se puede demostrar que el trabajo detrás de los Hechos cristianos de Pilatos debe haberse originado muy temprano.
La primera parte del libro, que contiene la historia de la Pasión y la Resurrección, no es anterior al siglo IV. Su objetivo principal es proporcionar un testimonio irrefutable de la resurrección. Se han hecho intentos para demostrar que es de los primeros tiempos. que es, por ejemplo, el escrito que Justino Mártir quiso decir cuando en su Apología refirió a sus lectores paganos a los 'Hechos' del juicio de Cristo conservados entre los archivos de Roma. Los 'actos' falsos del juicio se escribieron en interés pagano bajo Maximin, y se introdujeron en las escuelas a principios del siglo IV. El relato del Descenso a los Infiernos (Parte II) es una adición al Acta. No aparece en ninguna versión oriental, y las copias griegas son raras. En latín es donde ha florecido principalmente y ha sido el padre de versiones en todos los idiomas europeos. Muchos investigadores no descartan la posibilidad que registros anteriores en otros idiomas hayan existido pero hayan desaparecido o sido destruidos durante la prohibición del cristianismo.

## Textos principales

### Descenso de Cristo a los infiernos
El Descenso de Cristo a los infiernos (en latín: Descensus Christi ad Inferos) es una doctrina de la teología cristiana a la que se hace referencia en el Credo de los Apóstoles y el Credo de Atanasio (Quicumque vult) y que establece que Jesús "descendió al Seol".
En él, Lêucio y Carino, las dos almas resucitadas de entre los muertos después de la crucifixión, informan al Sanedrín de las circunstancias del descenso de Cristo al Limbo. Todo un género literario de novelas milagrosas se desarrolló en torno a un Leucius Charinus como autor de otros textos en las mismas circunstancias. El episodio del Descenso a los Infiernos muestra a San Dimas acompañando a Cristo en el infierno y la liberación de todos los patriarcas del Antiguo Testamento.

### Relato de Poncio Pilato al Emperador Claudio
El Relato de Poncio Pilato al Emperador Claudio es un informe escrito hecho por Poncio Pilato a Claudio, 
que contiene una descripción de la crucifixión , así como un relato de la resurrección de Jesús; ambos se presentan como un informe oficial.

### Curación de Tiberio
Una serie de manuscritos latinos incluyen un apéndice o continuación, el Cura Sanitatis Tiberii ("La cura de Tiberio"), la forma más antigua de la leyenda de Santa Verónica, según la Enciclopedia Católica, en la que Tiberio se cura de su enfermedad por la imagen de Cristo. Este mito es muy parecido a la Imagen de Edesa, contemporáneo y muy popular en Oriente.